# دکترای حقوق

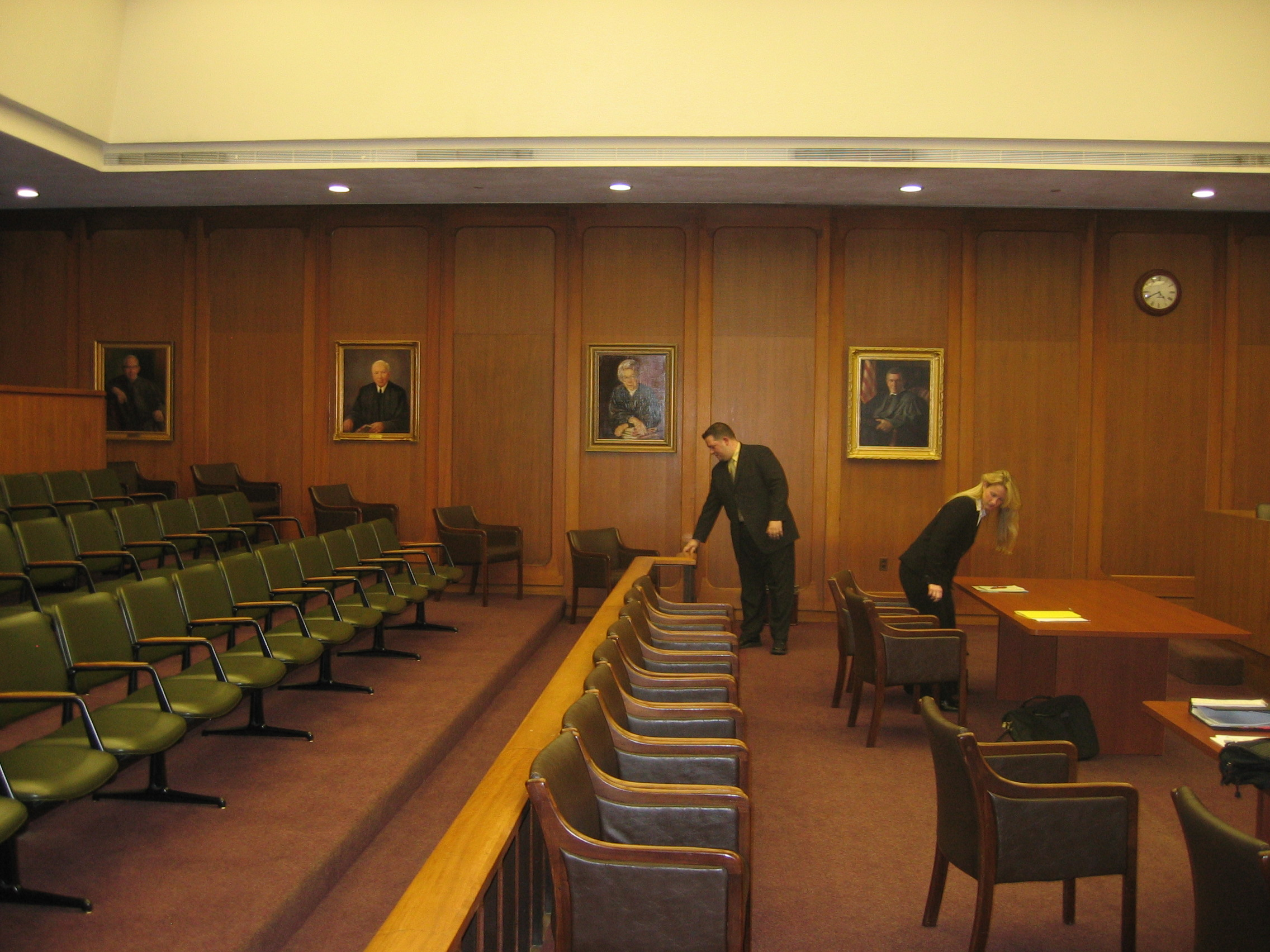
بحث های شفاهی در دانشکده حقوق

دکترای حقوق، دکترای علوم قضایی یا اس جی دی یا جی اس دی (انگلیسی: Doctor of Juridical Science) یک دکترای پژوهشی در حقوق و مدرک دکترای معادل پی‌اچ‌دی است این مدرک اساساً در آمریکا، جایی که از آن نشأت گرفته، کانادا و استرالیا اعطا می‌شود. این مدرک به عنوان یک دکترای پژوهشی، پس از آموزش حرفه‌ای در حقوق (ال ال بی و جی دی) گرفته می‌شود و نخستین دورهٔ تحصیلی در سطح عالی در حقوق است (کارشناسی ارشد حقوق) و اساساً هدف آن آموزش دادن استادان، دانشمندان علم حقوق و دانشوران حقوقدان است.